# 综艺体

综艺体

綜藝體

综艺体是黑体的一种变体，也是艺术字的一种。特点是笔划更粗，儘量将空间充满。同时为了美观，对拐弯处的处理较为圆润。方正、微软等各大字库都有开发，常被用于广告、报刊等的标题。